# Lista de episódios de Grounded for Life

## 1ª Temporada: 2001
| Episódio Número | Produção Número | Transmissão Original  | Título Original                             |
| --------------- | --------------- | --------------------- | ------------------------------------------- |
| 1               | 105             | 10 de Janeiro, 2001   | Lily B. Goode                               |
| 2               | 108             | 17 de Janeiro, 2001   | In My Room                                  |
| 3               | 102             | 24 de Janeiro, 2001   | I Wanna Be Suspended                        |
| 4               | 109             | 31 de Janeiro, 2001   | Devil With a Plaid Skirt                    |
| 5               | 101             | 7 de Fevereiro, 2001  | Action Mountain High                        |
| 6               | 103             | 21 de Fevereiro, 2001 | You Can't Always Get What You Want          |
| 7               | 111             | 28 de Fevereiro, 2001 | Like a Virgin                               |
| 8               | 113             | 28 de Março, 2001     | Devil's Haircut                             |
| 9               | 104             | 4 de Abril, 2001      | Eddie's Dead                                |
| 10              | 106             | 18 de Abril, 2001     | Catch Us If You Can                         |
| 11              | 107             | 25 de Abril, 2001     | Jimmy's Got a Gun                           |
| 12              | 116             | 2 de Maio, 2001       | Jimmy Was Kung-Fu Fighting                  |
| 13              | 115             | 9 de Maio, 2001       | Loser                                       |
| 14              | 118             | 16 de Maio, 2001      | Mrs. Finnerty, You've Got a Lovely Daughter |
| 15              | 112             | 23 de Maio, 2001      | Love Child                                  |

## 2ª Temporada: 2001-2002
| Episódio Número | Produção Número | Transmissão Original  | Título Original                    |
| --------------- | --------------- | --------------------- | ---------------------------------- |
| 16              | 120             | 26 de Setembro, 2001  | Baby, You Can't Drive My Car       |
| 17              | 117             | 3 de Outubro, 2001    | Dream On                           |
| 18              | 204             | 21 de Novembro, 2001  | Don't Let Me Download              |
| 19              | 119             | 28 de Novembro, 2001  | Rubber Sold                        |
| 20              | 201             | 5 de Dezembro, 2001   | Bang on a Drum                     |
| 21              | 203             | 12 de Dezembro, 2001  | Smoke on The Daughter              |
| 22              | 205             | 19 de Dezembro, 2001  | I Saw Daddy Hitting Santa Claus    |
| 23              | 114             | 2 de Janeiro, 2002    | Let's Talk About Sex, Henry        |
| 24              | 110             | 16 de Janeiro, 2002   | Is She Really Going Out With Walt? |
| 25              | 208             | 23 de Janeiro, 2002   | We Are Family                      |
| 26              | 207             | 30 de Janeiro, 2002   | Mr. Roboto                         |
| 27              | 214             | 6 de Fevereiro, 2002  | Don't Fear The Reefer              |
| 28              | 202             | 13 de Fevereiro, 2002 | Take it to The Limit               |
| 29              | 211             | 20 de Fevereiro, 2002 | Eddie Said Knock You Out           |
| 30              | 206             | 6 de Março, 2002      | Safety Dance                       |
| 31              | 209             | 27 de Março, 2002     | Relax!                             |
| 32              | 210             | 3 de Abril, 2002      | The Kids Are Alright               |
| 33              | 213             | 10 de Abril, 2002     | Swearin' to God                    |
| 34              | 216             | 17 de Abril, 2002     | Eddie And This Guy With Diamonds   |
| 35              | 217             | 24 de Abril, 2002     | I Fought The In-Laws               |
| 36              | 212             | 1 de Maio, 2002       | Dust in The Wind                   |
| 37              | 215             | 8 de Maio, 2002       | Oops!...I Did it Again             |

## 3ª Temporada: 2002-2003
| Episódio Número | Produção Número | Transmissão Original  | Título Original                         |
| --------------- | --------------- | --------------------- | --------------------------------------- |
| 38              | 301             | 17 de Setembro, 2002  | I Didn't Start The Fire                 |
| 39              | 302             | 24 de Setembro, 2002  | Mustang Lily                            |
| 40              | 304             | 3 de Dezembro, 2002   | Cat Sctatch Fever                       |
| 41              | 314             | 28 de Fevereiro, 2003 | Drive Me Crazy                          |
| 42              | 315             | 28 de Fevereiro, 2003 | Just Like a Woman                       |
| 43              | 317             | 7 de Março, 2003      | Henry's Been Working For The Drug Squad |
| 44              | 303             | 14 de Março, 2003     | Cuts Like a Knife                       |
| 45              | 318             | 28 de Março, 2003     | Who Are You?                            |
| 46              | 316             | 25 de Abril, 2003     | Welcome to The Working Week             |
| 47              | 319             | 2 de Maio, 2003       | Claudia in Disguise With Glasses        |
| 48              | 305             | 9 de Maio, 2003       | Tonight's The Night                     |
| 49              | 306             | Não Transmitido, 2003 | Part Time Lover                         |
| 50              | 309             | Não Transmitido, 2003 | Oh, What a Knight                       |

## 4ª Temporada :2003-2004
| Episódio Número | Produção Número | Transmissão Original  | Título Original                     |
| --------------- | --------------- | --------------------- | ----------------------------------- |
| 51              | 310             | 5 de Setembro, 2003   | Your Father Should Know (1)         |
| 52              | 402             | 5 de Setembro, 2003   | Your Father Should Know (2)         |
| 53              | 307             | 12 de Setembro, 2003  | All The Young Nudes                 |
| 54              | 308             | 19 de Setembro, 2003  | I Right The Wrongs                  |
| 55              | 401             | 26 de Setembro, 2003  | I Just Paid to Say I Love You       |
| 56              | 311             | 3 de Outubro, 2003    | S.A.T. And Sympathy                 |
| 57              | 403             | 10 de Outubro, 2003   | Pay You Back With Interest          |
| 58              | 404             | 31 de Outubro, 2003   | Ticket to Ride                      |
| 59              | 406             | 7 de Novembro, 2003   | Smells Like Teen Spirit             |
| 60              | 312             | 14 de Novembro, 2003  | Baby Come Back                      |
| 61              | 313             | 21 de Novembro, 2003  | Been Caught Stealing                |
| 62              | 408             | 9 de Janeiro, 2004    | (She's Got) Kegs                    |
| 63              | 412             | 16 de Janeiro, 2004   | My Ex-Boyfriend's Back              |
| 64              | 411             | 23 de Janeiro, 2004   | Communication Breakdown             |
| 65              | 407             | 30 de Janeiro, 2004   | All Apologies                       |
| 66              | 410             | 6 de Fevereiro, 2004  | I Think We're Alone Now             |
| 67              | 409             | 13 de Fevereiro, 2004 | Can't Get Next to You               |
| 68              | 413             | 20 de Fevereiro, 2004 | Racketman                           |
| 69              | 414             | 20 de Fevereiro, 2004 | Me And Mrs. O                       |
| 70              | 417             | 27 de Fevereiro, 2004 | Tombstone Blues                     |
| 71              | 419             | 27 de Fevereiro, 2004 | Pictures of Willy                   |
| 72              | 416             | 5 de Março, 2004      | It's Hard to Be a Saint in The City |
| 73              | 405             | 19 de Março, 2004     | Beat on The Brat                    |
| 74              | 418             | 26 de Março, 2004     | The Cheat is On                     |
| 75              | 415             | 16 de Abril, 2004     | You're So Vain                      |
| 76              | 420             | 23 de Abril, 2004     | Pressure Drop                       |
| 77              | 422             | 30 de Abril, 2004     | Get a Job                           |
| 78              | 421             | 7 de Maio, 2004       | Space Camp Oddity                   |

## 5ª Temporada :2004-2005
| Episódio Número | Produção Número | Transmissão Original | Título Original             |
| --------------- | --------------- | -------------------- | --------------------------- |
| 79              | 501             | 17 de Setembro, 2004 | The Policy of Truth         |
| 80              | 502             | 24 de Setembro, 2004 | Man, I Feel Like a Woman    |
| 81              | 503             | 1 de Outubro, 2004   | One Is The Loneliest Number |
| 82              | 505             | 8 de Outubro, 2004   | Day Tripper                 |
| 83              | 506             | 15 de Outubro, 2004  | You Better You Bet          |
| 84              | 507             | 22 de Outubro, 2004  | Psycho Therapy              |
| 85              | 504             | 5 de Novembro, 2004  | I'm Looking Through You     |
| 86              | 508             | 12 de Novembro, 2004 | Mystery Dance               |
| 87              | 509             | 19 de Novembro, 2004 | Do Ya Think I'm Sexy?       |
| 88              | 510             | 7 de Janeiro, 2005   | Tom Sawyer                  |
| 89              | 511             | 14 de Janeiro, 2005  | The Letter(s)               |
| 90              | 512             | 21 de Janeiro, 2005  | Crazy                       |
| 91              | 513             | 28 de Janeiro, 2005  | Hello, Goodbye              |